# Knyaz Vladimir
Die Knyaz Vladimir ist ein Kreuzfahrtschiff der russischen Reederei Rosmorport.

## Geschichte
Nach dem Stapellauf am 16. Oktober 1970 wurden ab dem 22. April 1971 die Probefahrten durchgeführt. Am 16. Mai 1971 wurde das Schiff schließlich an P&O abgeliefert und unter dem Namen Eagle als Fähre auf der Route Southampton – Lissabon – Tanger eingesetzt. Vom 21. November 1974 bis März 1975 wurde die Eagle in Falmouth aufgelegt; am 22. März 1975 nahm sie den Betrieb auf der Route Southampton – Lissabon – Tanger – Algeciras auf.
Am 19. Dezember 1975 wurde das Schiff an Nouvelle Compagnie de Paquebots verkauft, die es in Azur umbenannten. Ab dem 21. März 1971 wurde es auf der Route Toulon – Portoferraio – Capri eingesetzt. Ab dem 3. April 1976 befuhr es die Route Toulon – Palermo – Valletta – Patras – Syrakus – Capri.
Von November 1981 bis April 1982 wurde die Azur in ein Kreuzfahrtschiff umgebaut und schließlich für Kreuzfahrten ab Toulon eingesetzt. 1983 wurde das Schiff bei der Evakuierung der PLO aus Beirut eingesetzt. Ab 1985 wurde das Schiff an die kanadische Reederei Linett verchartert, die es im Sommer für Mittelmeerkreuzfahrten und im Winter für Karibikkreuzfahrten nutzte. Im Juli 1986 wurde das Schiff in Lissabon aufgelegt.

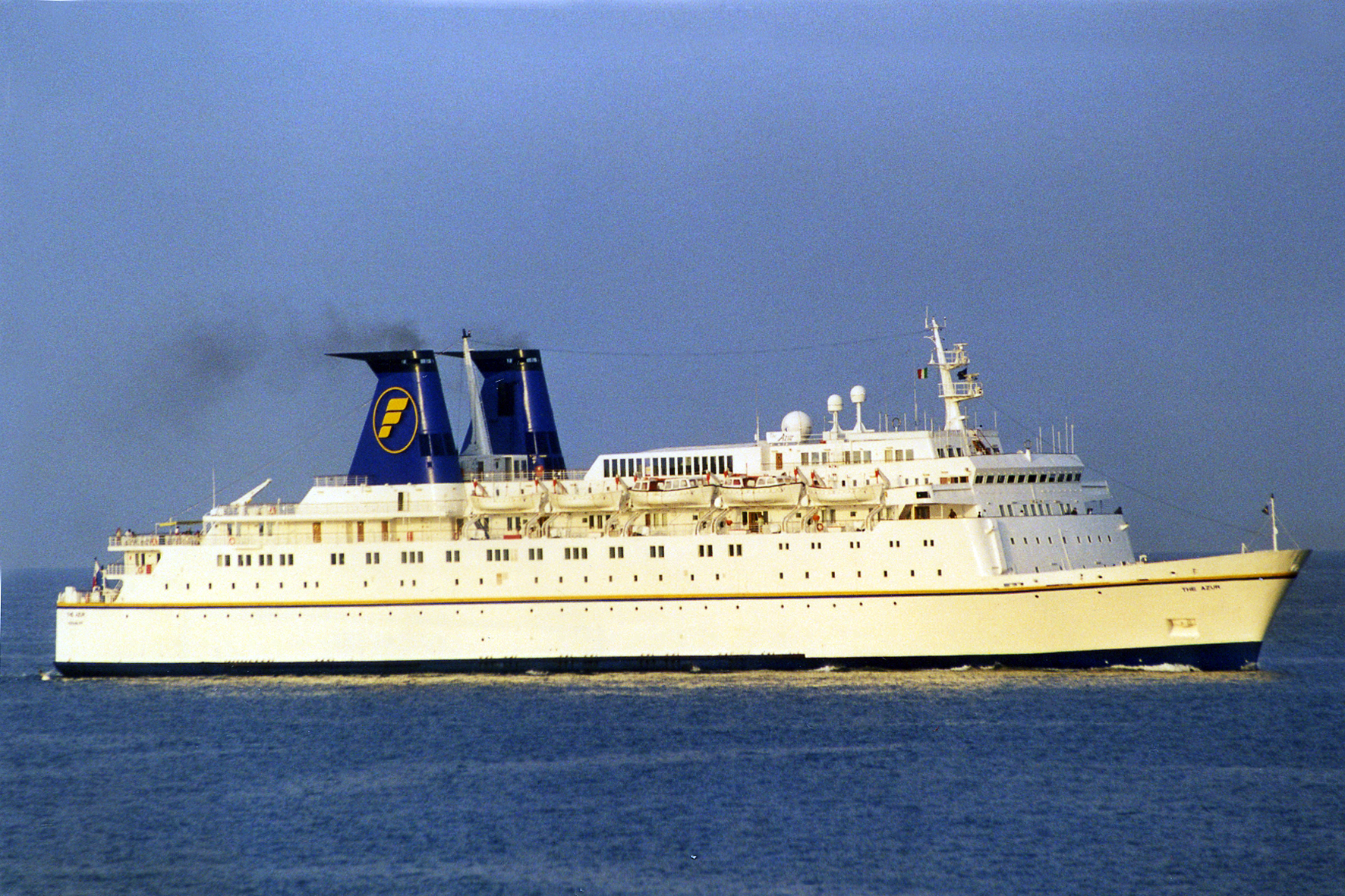
Als The Azur vor Genua, Juli 2001

Ab 26. Januar 1987 charterte Chandris Cruises das Schiff und benannte es in The Azur um. Es wurde bei Salamis in Piräus umgebaut und in Panama registriert. Ab dem 11. April 1987 wurde es für Kreuzfahrten ab Venedig eingesetzt. Der Charter von Chandris Cruises endete im Dezember 1993. Ab Mai 1994 charterte Festival Cruises das Schiff und setzte es für Kreuzfahrten ab Venedig und Genua ein. Im Februar 2004 wurde die The Azur in Gibraltar arrestiert. Im August 2004 kaufte Golden Cruises (Mano Maritime) das Schiff  und benannte es in Royal Iris um. Bis 2005 wurde das Schiff in Perama umgebaut. Im September 2016 wurde das Schiff in Roy Star und anschließend in Knyaz Vladimir umbenannt. 2017 verkaufte Mano Maritime das Schiff für 11 Millionen Euro an Rosmorport und übergab es im April 2017.

## Zwischenfälle
Am 15. April 1975 konnte das Schiff die Besatzung des brennenden Schiffes Angelique Taf retten.
Am 21. Juni 2005 brach in Samos an Bord des Schiffes ein Feuer aus, das jedoch schnell von der Besatzung gelöscht werden konnte.

## Technische Daten
Das Schiff wird von zwei Dieselmotoren des Herstellers Pielstick-Atlantique (Typ: 12PC3) mit einer Leistung von zusammen 15014 kW angetrieben. Die Motoren wirken auf zwei Verstellpropeller.
Für die Stromversorgung stehen insgesamt sechs Dieselgeneratoren mit einer Gesamtleistung von 5165 kW zur Verfügung.